# Air Horizons
Air Horizons was een luchtvaartmaatschappij met bases in Luchthaven Orly, Parijs, Luchthaven Charles de Gaulle, Parijs en Luchthaven Le Bourget, Parijs. De maatschappij vliegt naar het Middellandse Zeegebied en Afrika.

## Codes
- IATA-code: RN
- ICAO-code: EUH